# 马德里理工大学
马德里理工大学（西班牙語：Universidad Politécnica de Madrid, UPM）是一所位于西班牙首都马德里的理工类大学。学校创建于1971年，由几所工程和建筑类学校合并而成。目前拥有学生35,000名。
在西班牙著名的《世界报》2008-2009年度的大學排行榜上，馬德里理工大學在71所評比大學中綜合實力名列第2位，同時是西班牙理工類最好的大學。
該校的座右銘是Ingeniamos el futuro ( 我們設計未來 ).
作為西班牙頂級的理工類大學，該校培養了多名各個科技領域的教育人員和研究人員，有不少是諾貝爾獎及國家建築獎獲得者，是現代科技的領航人。

## 學校排名
2006年-2007年度西班牙《世界报》公立大學綜合排名第一位。
馬德里理工大學成立於1971年是經西班牙議會法案批准的，隸屬於西班牙教育部的重點公立大學。馬德里理工大學中的一些學院已有數百年曆史，並憑藉其雄厚的綜合實力以及在航空航天、能源、電機、電腦科學、化工等領域的研究成果位居2006年-2007年度西班牙世界報EL MUNDO公立大學綜合排名第一位。該大學的航空航天系、建築學系、建築技術系、農業技術系、信息技術管理系、電信工程系、工業工程系和資訊工程系均為西班牙眾大學中最好。

## 學院
馬德里理工大學有三個學院是在17世紀成立的。最古老的是建築設計學院，成立於1752年，海洋建築工程師學院成立於1772年，礦學工程師學院則成立於1777年的。建築工程師學院是第一個在19世紀成立的學院，成立於1802年，幾乎在半個世紀以後，林業工程師學院也在1848年成立了，之後不久有在1850年成立的工業工程師學院和1855年成立的農業科學學院。其中，工業工程師學院裡有：工業科技；化學；電科學和核能。電子通訊工程師學院是UPM在二十世紀（1913年）成立的第一個學院，航空航天工程學院成立於1928年，體育教學中心成立於1961年，還有就是1977年成立的計算機科學學院。UPM最後一個成立的學院是在2005年成立的地理研究學院，主要有大地測量和製圖類專業。在已往的150多年裡，西班牙建築和工程學歷史中相當大的一部分是由馬德拉理工大學前身的各類學院書寫的。
馬德里理工大學按照法國高等商學院的風格由21所學院組成，其中12所學院屬高等技術學院，學制在8年或5-6年；其他學院屬技術學院，學制為3年,現經統一本科4年，碩士1-2年。
馬德里理工大學與400多所歐洲及世界其它地區的大學簽有學生交流協議，每個學年有近千名學生到國外的大學去學習，同時有近千名外國學生在馬德里理工大學學習。該校與國外大學簽署了60多個雙學位協議，即學生在其最後的3-4學期到國外大學學習，完成學業後即獲雙學位證書（一份是本校的，另一份是國外大學的）。
馬德里理工大學科研經費充裕，科學研究資源豐富。其每年3.6億歐元的科研經費中1億歐元來自國外。該校是西班牙大學中獲歐共體研發基金最多的大學（獲該基金中近15%的研發項目）。
馬德里理工大學擁有3,000餘名教員和2,000多名行政人員和後勤人員。目前約有39,000名本科生和約6,000名研究生在讀。每年有5,000名畢業生，其中20%的畢業生參加國際性的項目並在公司裡實習；2,000名畢業生報考研究生班，每年有200人獲博士學位。
幾乎所有西班牙一流的理工科教師和研究者都出於該校，或曾是其學生，或曾是其教員，或兩者兼而有之。

## 画廊

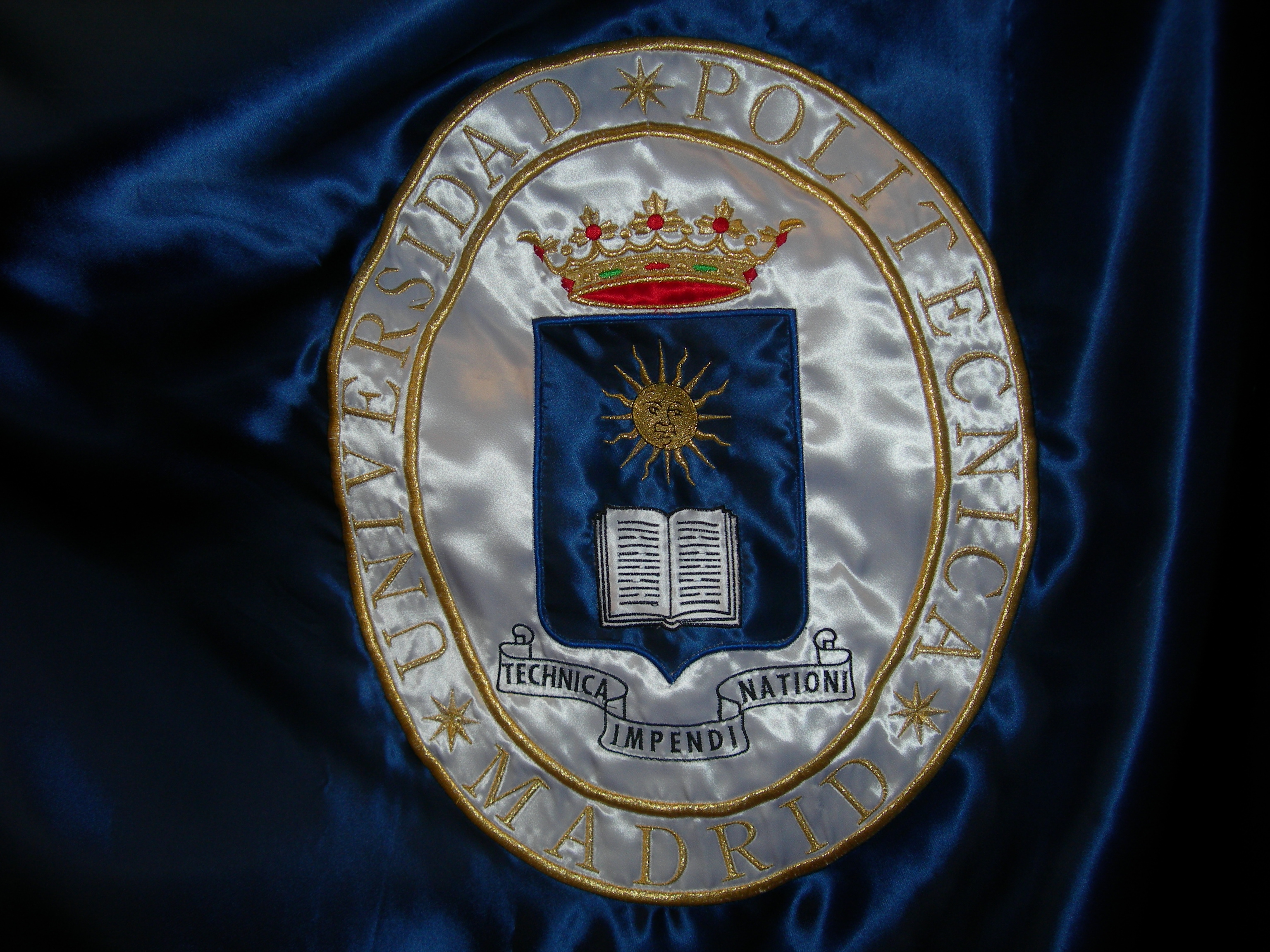
校旗
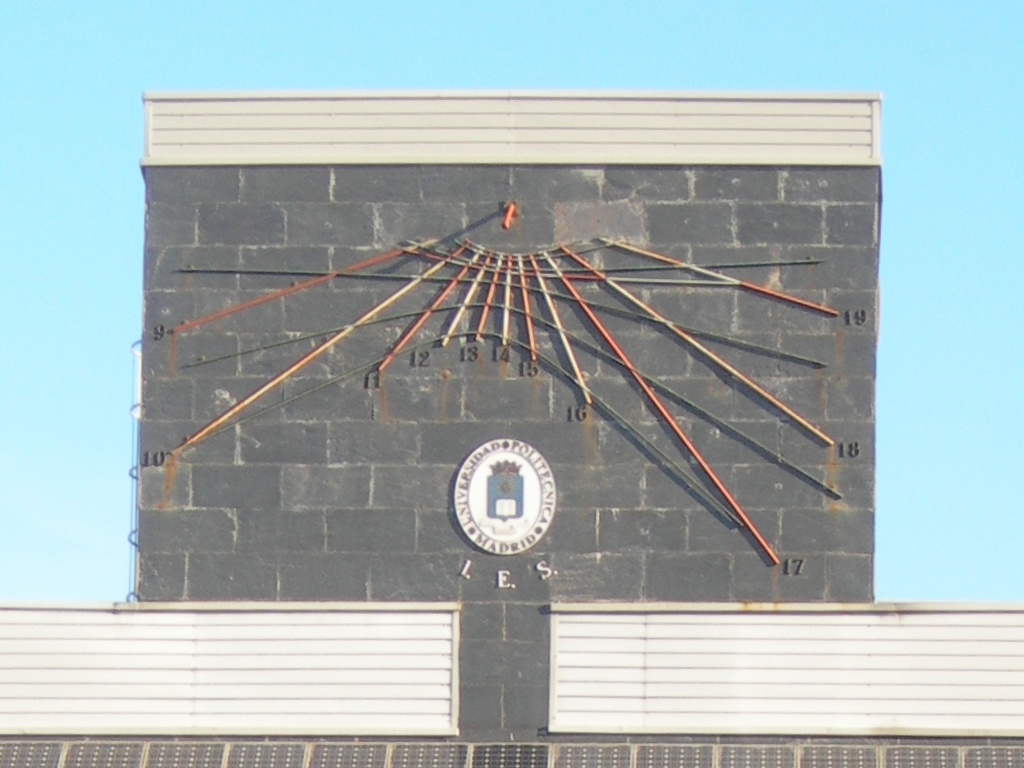
日晷
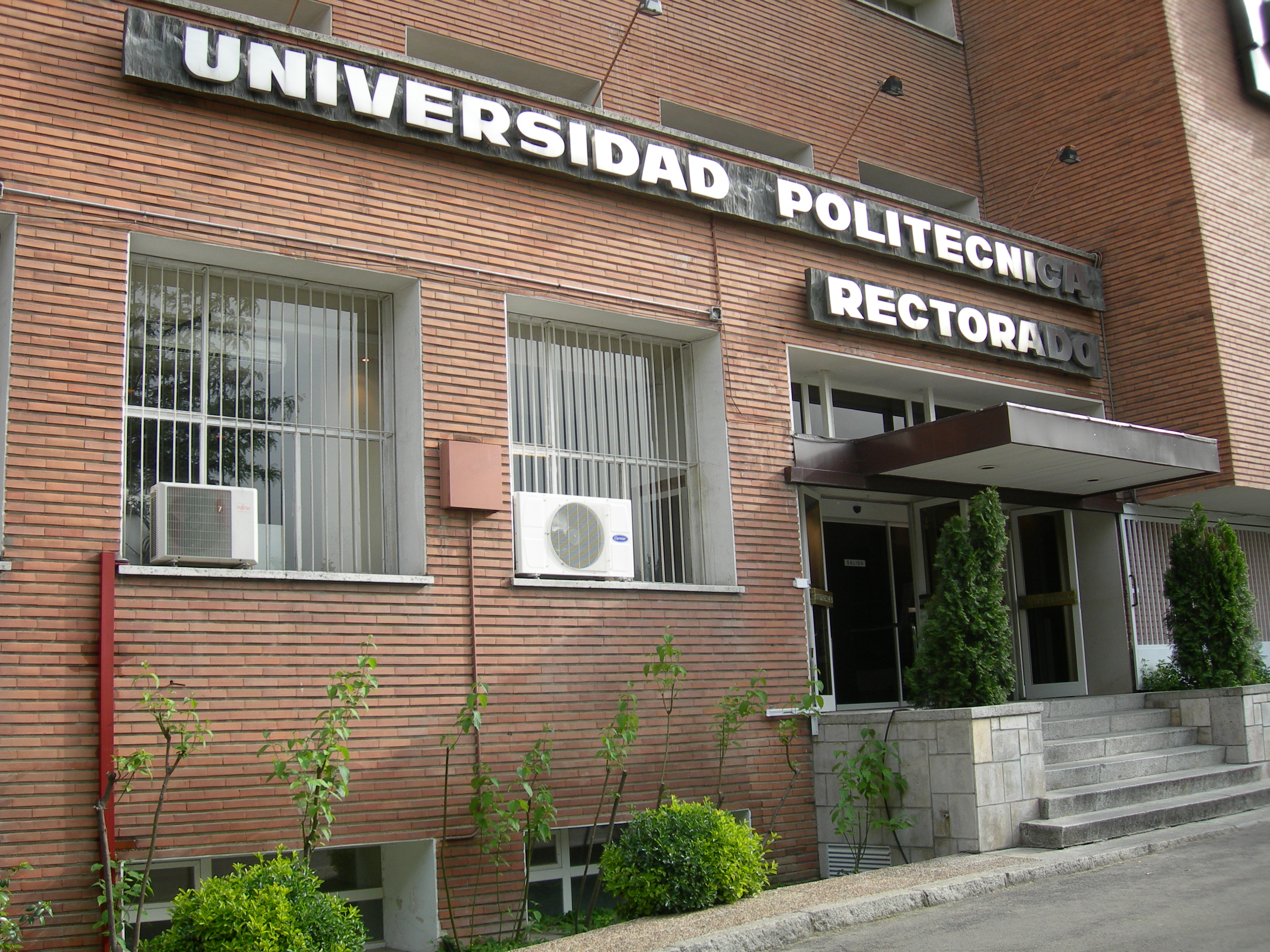
行政楼入口
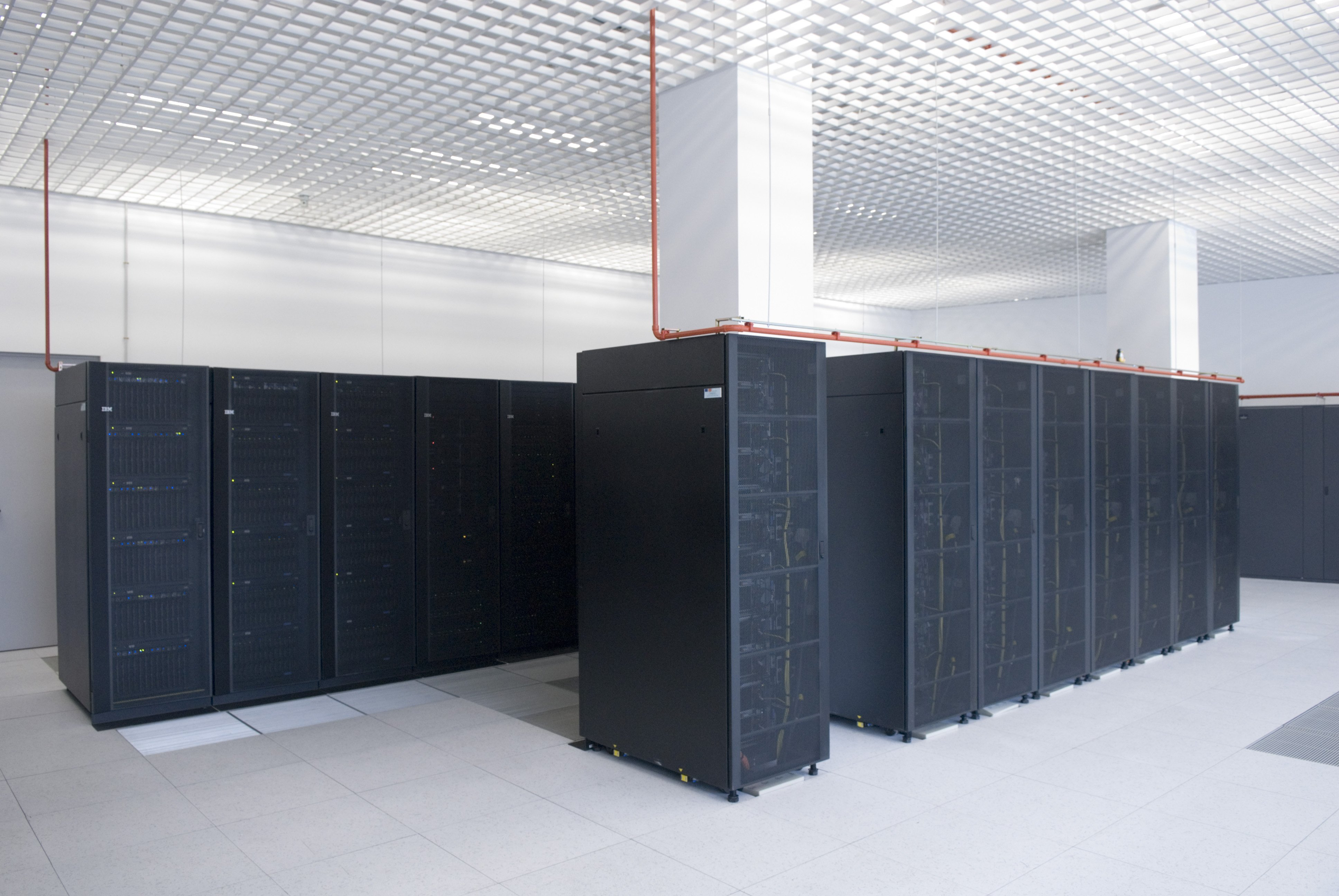
超级计算机中心
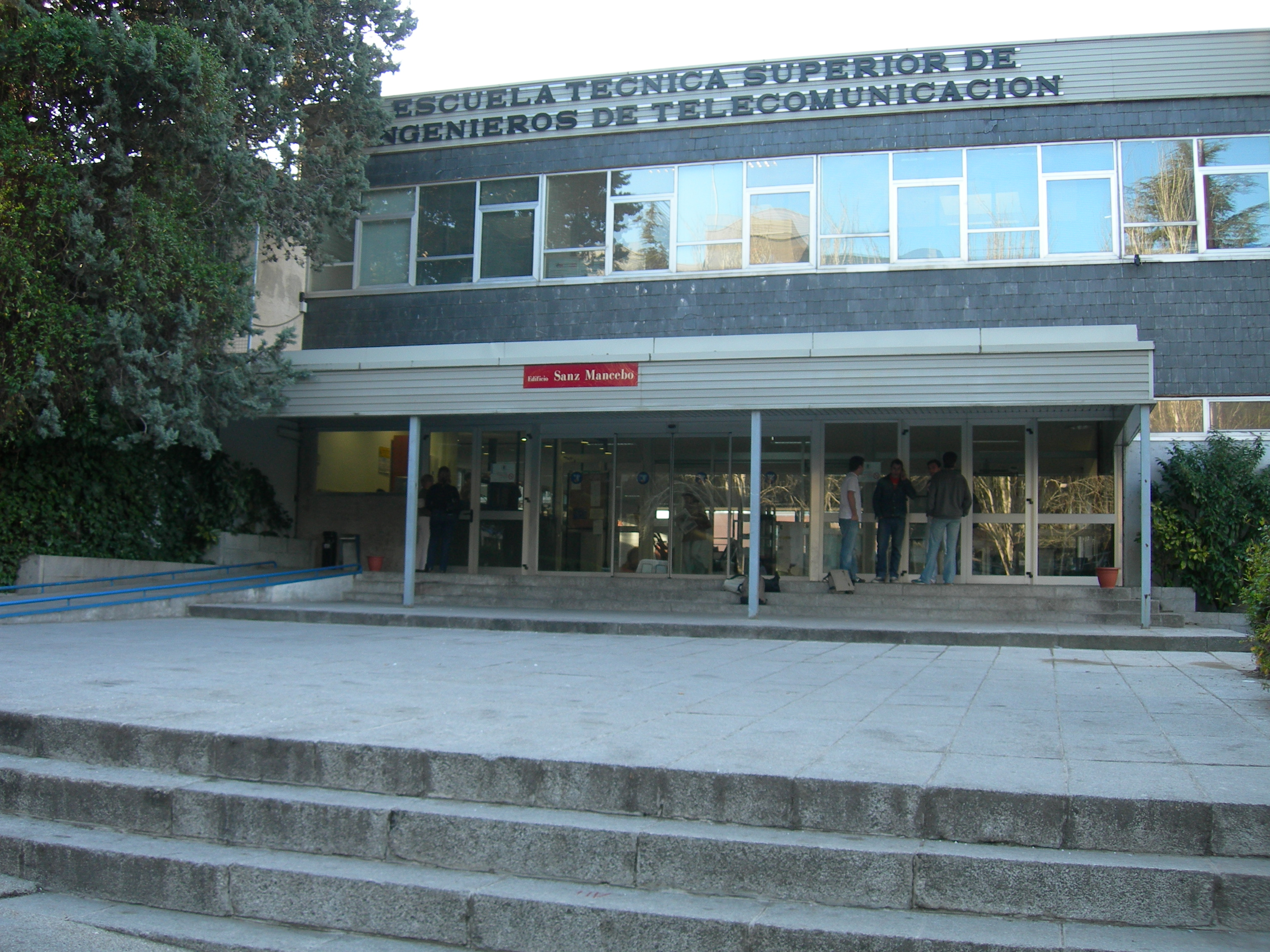
电信学院入口
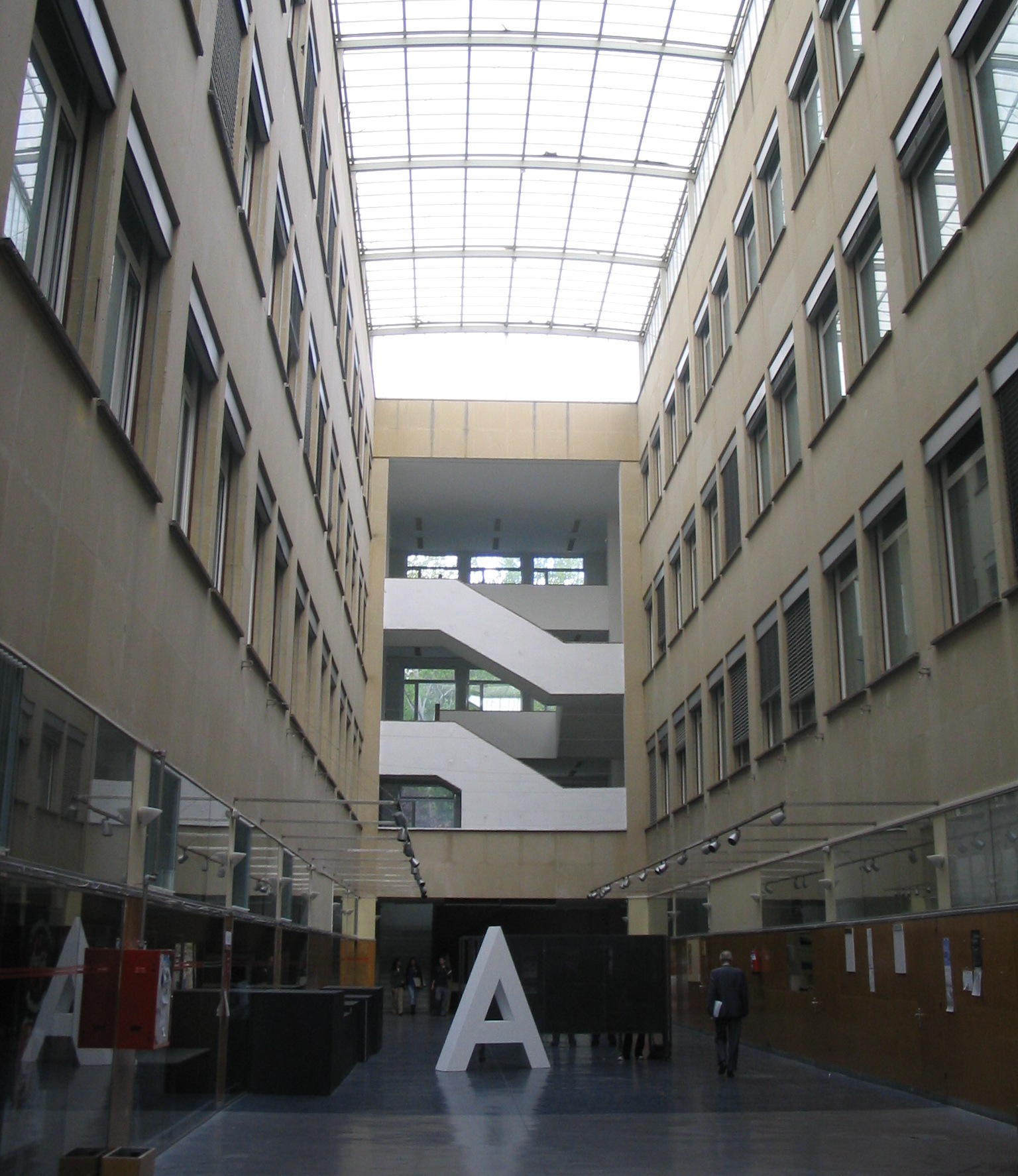
建筑学院
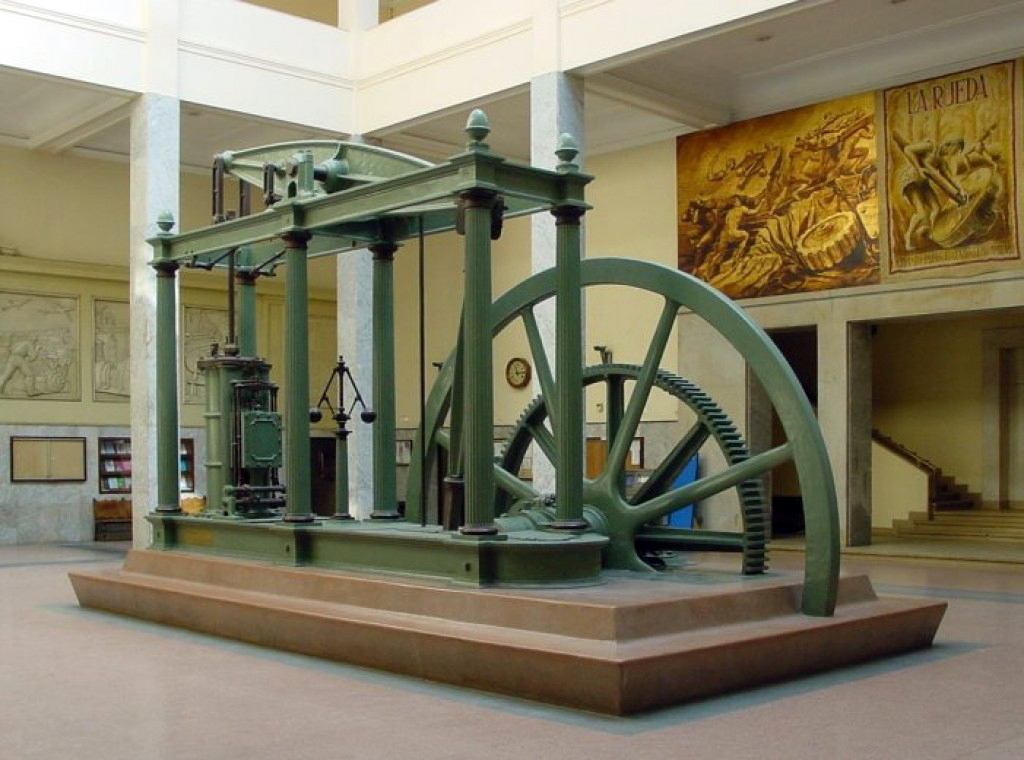
工程学院
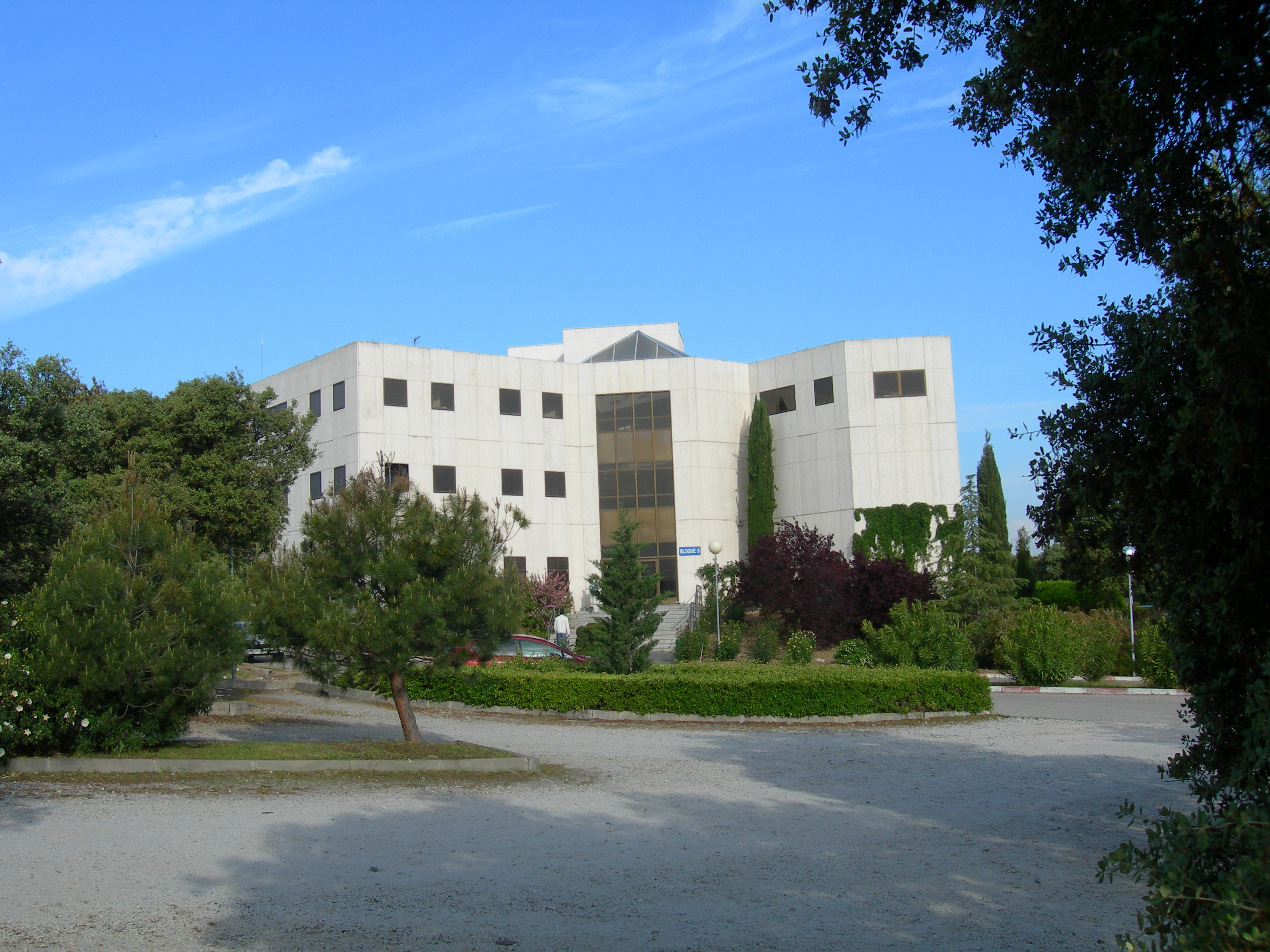
计算机科学学院